# 県民の歌 (秋田県)
「県民の歌」（けんみんのうた）は日本の都道府県の一つ、秋田県が2曲制定している県民歌の1曲である。1959年（昭和34年）制定。作詞・大久保笑子、作曲・菅原良昭、補作・県民の歌選定委員会。

## 解説
1958年（昭和33年）の八郎潟干拓事業着工、翌年の県庁舎完成、1961年（昭和36年）の秋田まごころ国体開催と大型事業が相次ぐことを記念して県旗・県章と共に新しい県民歌の歌詞と曲を公募した。応募された歌詞219編と曲232編から採用された案を選定委員会で補作し、12月7日に発表・制定された。
ゆったりとしたテンポで滔滔と歌い上げる1930年（昭和5年）制定の「秋田県民歌」とは対比的に、行進曲調で軽快な歌である。歌詞についても、県民歌と同様に自然豊かな秋田の風景を歌っているものの、文語体の「県民歌」とは対照的に口語が多用されている。国体が開催された1961年には、キングレコードがA面に林伊佐緒と井口小夜子のデュエット、B面にキング合唱団の歌唱をそれぞれ吹き込んだSP盤（規格品番：N-375）を製造した。1967年には同内容のシングル盤（NC-211）が再発されている。
秋田県庁舎においては、毎日の始業時に「県民の歌」、終業時に「秋田県民歌」を流し、電話の保留メロディとしても使用されている。さらに、CDやカセットテープで学校や公民館などに配布されている他、楽曲「大いなる秋田」の第4楽章に挿入される形で秋田県に関する様々な行事・催し物の際に歌われ、県民に広く親しまれている。
歌詞は3番まであるが、現在は2番を省略して1番と3番を歌うのが一般的である。